# Danmarks ambassade i Tbilisi
Danmarks ambassade i Tbilisi er Danmarks officielle repræsentation i Georgien. Ambassaden blev officielt indviet i maj 2023 af udenrigsminister Lars Løkke Rasmussen, hvilket markerede en styrkelse af de diplomatiske forbindelser mellem Danmark og Georgien. Ambassadens primære opgaver omfatter at fremme politisk dialog, stø
tte danske virksomheder på det georgiske marked og yde konsulær bistand til danske borgere i Georgien. Derudover arbejder ambassaden for at styrke samarbejdet inden for områder som handel, kultur og uddannelse samt at understøtte bæredygtig udvikling og økonomisk vækst i Georgien. Ud over Georgien er ambassaden i Tbilisi også ansvarlig for Danmarks diplomatiske relationer til Armenien.

## Historie
Danmark og Georgien etablerede diplomatiske forbindelser den 1. juli 1992, kort efter Georgiens uafhængighed fra Sovjetunionen. Før åbningen af ambassaden i Tbilisi blev Danmarks diplomatiske interesser i Georgien varetaget af ambassaden i Kyiv. Åbningen af ambassaden i Tbilisi i 2023 understreger Danmarks engagement i regionen og ønsket om at styrke de bilaterale relationer yderligere.